# Jan Bruno de Langen

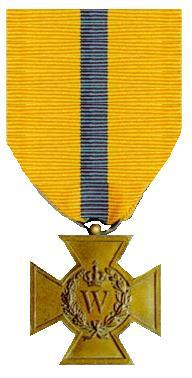
Bronzen Kruis

Jan Bruno de Langen (Den Haag, 21 april 1921 - aldaar, 19 mei 1993) was Engelandvaarder.
Jan Bruno was de zoon van Bruno Jan de Langen en Marie Margaretha van Gorcom. Toen de Tweede Wereldoorlog uitbrak, werkte de Langen voor de PTT in Den Haag.
Met zijn collega's Jan Marinus Dronkers en John Alphonsus Mulder besloot hij naar Engeland te gaan. Op 16 mei 1942 gingen ze in een bootje met de naam Joppe vanuit Hellevoetsluis naar zee. Ze hadden zowel het bootje als de motor goed uitgeprobeerd en de reis verliep voorspoedig. Een Brits schip pakte hen op en bracht de heren op 18 maart naar Harwich, Engeland.
Ze werden ondervraagd door de zeer ervaren Oreste Pinto. Dronkers bleek in Nederland NSB'er te zijn geweest. Hij was een spion en werd in de gevangenis van Wandsworth op oudejaarsavond opgehangen. De Langen en Mulder werden vrijgelaten zodra bleek dat zij niets van Dronkers' bijbedoelingen afwisten en gingen op theevisite bij de koningin.
De Langen kreeg het Bronzen Kruis, kwam bij de Prinses Irene Brigade en nam in augustus 1944 deel aan de landing in Normandië. 
Na de oorlog woonde hij weer in Den Haag en was lid van het Genootschap Engelandvaarders. De laatste jaren leefde hij zeer teruggetrokken in gezelschap van honderden muizen. Nadat zijn huis in brand vloog, overleed hij aan de gevolgen van zijn brandwonden.